# Spuyten Duyvil (Ferrocarril Metro-North)
La estación Spuyten Duyvil es una parada de tren suburbano en la Línea Hudson del Ferrocarril Metro–North, que sirve al vecindario Spuyten Duyvil del distrito del Bronx, en Nueva York (Estados Unidos).
A 2006 de 8, el número de pasajeros diarios era de 913 y había 100 plazas de aparcamiento. Más de la mitad de los viajeros viajan a la estación utilizando el autobús Hudson Rail Link.

## Historia

### Incendios y vandalismo
Durante las décadas de 1950 y 1960, el depósito del Ferrocarril Central de Nueva York en Spuyten Duvyil estuvo sujeto a mucho vandalismo. A lo largo de este período de tiempo, varias estaciones también fueron objeto de incendios, incluidas las estaciones de Marble Hill (1951 y 1960) y Mount Saint Vincent (1957). El ferrocarril permitió que los depósitos de la estación en Spuyten Duyvil sufrieran daños, con las ventanas de la estructura de madera tapiadas y rotas. El depósito siempre estaba cerrado y solo el personal era un empleado para vender boletos de conmutación mensuales. Hubo quejas sobre el cierre de las escaleras, lo que obligó a las personas a cruzar las vías. El vandalismo también era común, junto con delitos comunes como el robo con allanamiento de morada. Alguien robó el calentador de aceite del depósito en 1956. El depósito en dirección sur también se incendió en 1956. El ferrocarril trató de vender el depósito en dirección norte en 1957 para usos distintos a una estación de ferrocarril, pero nadie se aprovechó.
El 29 de julio de 1957, la estación se incendió a las 7 y 20 de la mañana. El New York Central suspendió el servicio a lo largo de la División Hudson. El fuego estaba bajo control a las 8 y 44, pero la congestión del ferrocarril tomó un tiempo para ser manejada. Más de 5.000 personas se retrasaron en el trabajo debido a los daños. El daño a la estación incluyó el depósito de la estación, partes de la plataforma y partes de la escalera. Las reparaciones se terminaron en agosto de 1957. Los lugareños querían algunos cambios en la forma en que se mantienen los edificios después del incendio de julio de 1957, y señalaron que el ferrocarril ni siquiera patrulló el área para evitar que la gente destruyera el depósito. En diciembre de 1957, el ferrocarril arrasó el depósito en dirección norte y todas las operaciones se trasladaron al depósito sur.
Otro incendio estalló en la mañana del 19 de abril de 1966. Este fuego envolvió más de la plataforma y las escaleras que bajaban a la plataforma. Sin embargo, esta vez, el departamento de bomberos tuvo problemas para llegar a la estación debido al mal estacionamiento de los viajeros. El fuego duró cuarenta minutos y detuvo tres trenes. El ferrocarril hizo reparaciones rápidas para garantizar un servicio el 20 de abril.
Sin embargo, el depósito de la estación se quemó definitivamente el 29 de junio de 1969. La plataforma en sí había sufrido un incendio el 24 de junio, arrasando 9 m de la estructura. Los incendios retrasaron algunos trenes de Penn Central Railroad, pero no muchos debido a que el horario de los sábados era más reducido. A pesar de extinguir ambos fuegos, nadie pudo responder a la fuente del incendio. Un cobertizo que se construyó para Spuyten Duyvil se incendió en el invierno de 1958 a 1959. A pesar de eso, se construyó un edificio para que lo usaran los equipos de mantenimiento, dejando a los viajeros expuestos a los elementos. Esto incluyó el uso de las escaleras como refugio para la lluvia. El ferrocarril instaló dos refugios de "gallinero" de tres lados para que los usaran los viajeros, para su disgusto. Los residentes colocaron carteles en los que se refieren a los refugios como "gallos" y "gallinas" para expresar su descontento.
La presión local provocó que la Comisión de Servicios Públicos del Estado de Nueva York se inclinara en febrero de 1970, quien prometió a los viajeros un refugio nuevo y más grande. La nueva estructura incluiría calentadores infrarrojos para mantener calientes a los viajeros. Sin embargo, ese no fue el final de los incendios en Spuyten Duyvil. La plataforma en dirección norte, escenario de múltiples incendios, se incendió una vez más el 21 de julio de 1970. Este fuego arrasó la plataforma norte de madera.

### Descarrilamientos
En julio de 2013, dos trenes descarrilaron cerca de la estación. Un tren de carga que transportaba basura perdió casi la mitad de sus vagones entre Spuyten Duyvil y Marble Hill, lo que requirió cuatro días para limpiar antes de que se pudiera reabrir una de las vías. En diciembre de 2013, el descarrilamiento de un tren de pasajeros al norte de la estación resultó en la muerte de cuatro pasajeros (el primero en la historia del Metro-North) y 75 heridos.

## Disposición de la estación
La estación cuenta con dos andenes de alto nivel. Los trenes en dirección norte utilizan una plataforma lateral de ocho vagones de largo, mientras que los trenes en dirección sur usan una plataforma de isla de cuatro vagones de largo. Directamente al este (ferrocarril al sur) de la estación, la Vía 4 se fusiona con la Vía 2. Directamente al oeste (norte del ferrocarril) de la estación, los servicios Empire Corridor de Amtrak se fusionan con la línea Hudson. : 2 

## Galería

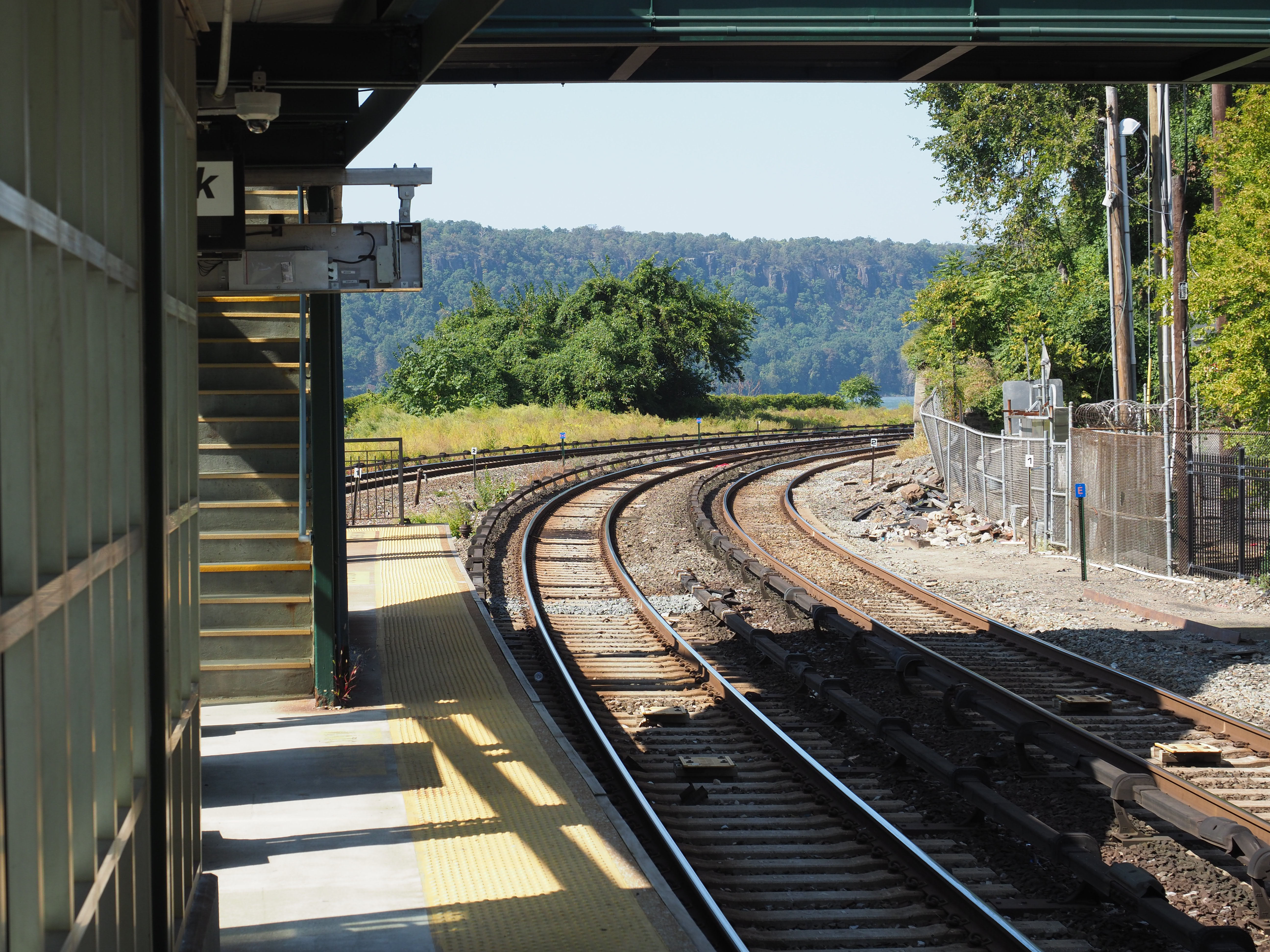
Vías en dirección norte. Nueva Jersey y Palisades son visibles al fondo
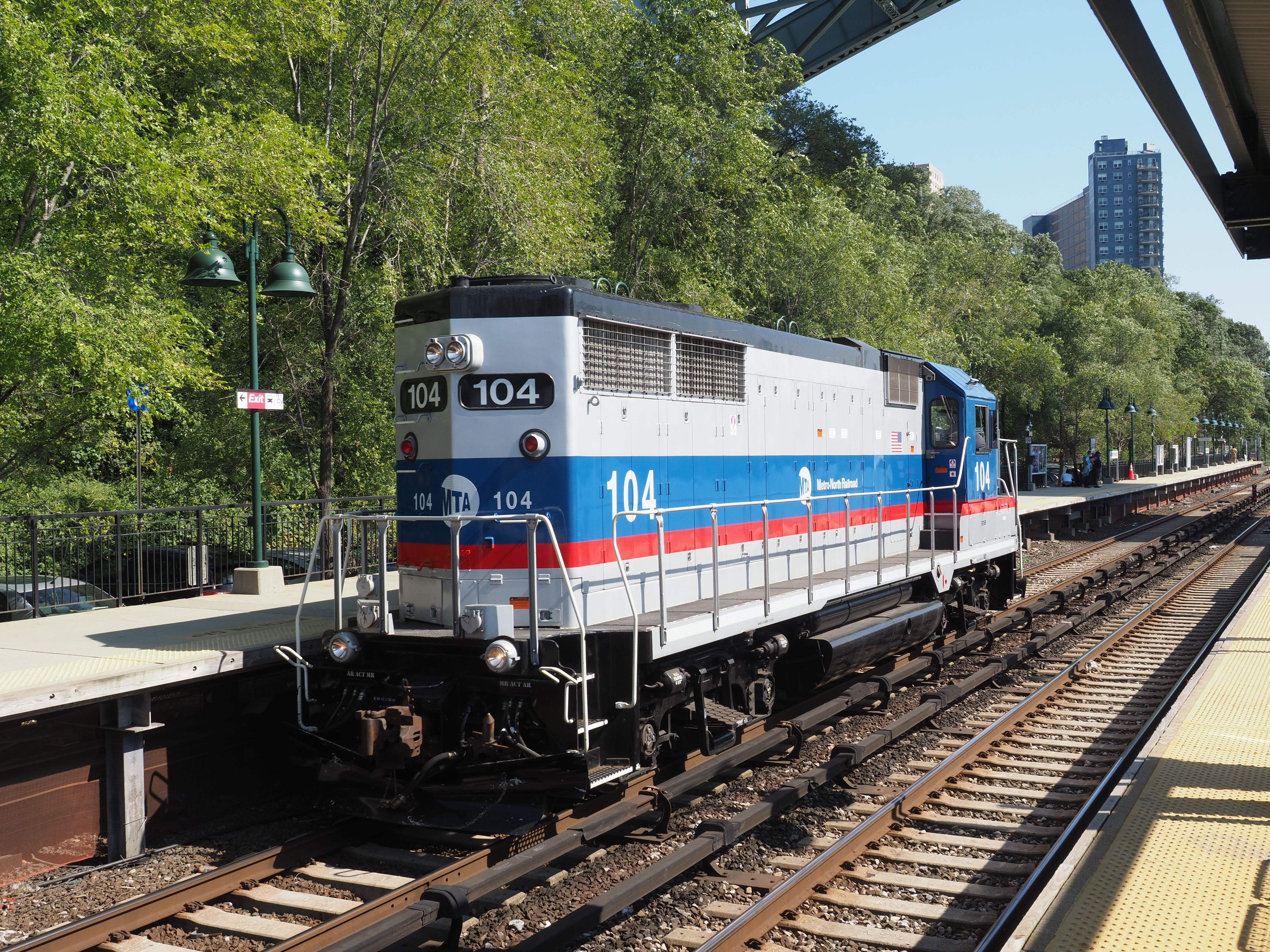
Locomotora entrando a Spuyten Duyvil
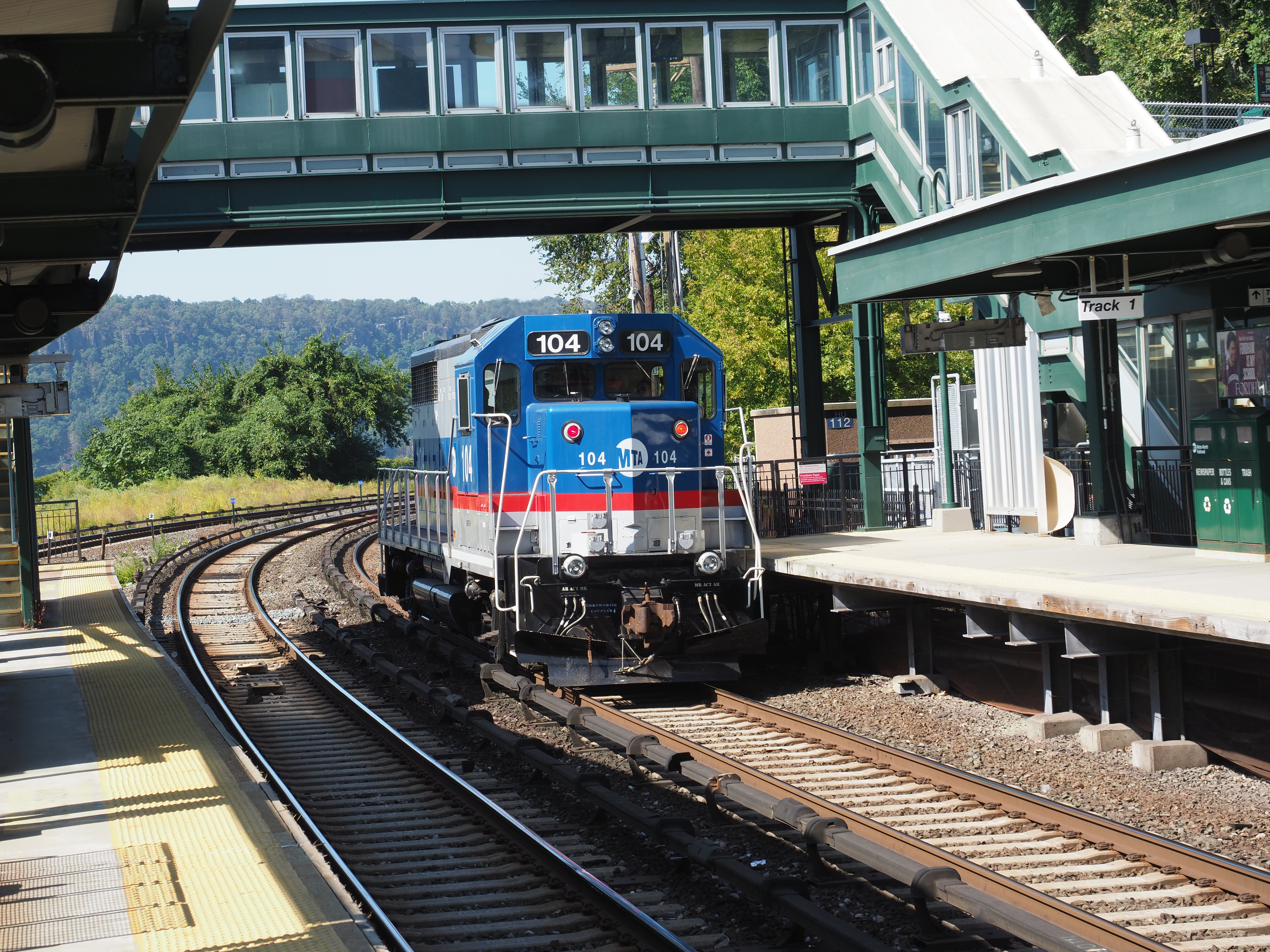
Locomotora saliendo de Spuyten Duyvil